# Mercado a término
Un mercado a término o mercado de contratos a término, es un mercado donde el efectivo intercambio pactado se hace a una fecha anterior al cierre del trato, y con una determinada operativa.

## Historia
Los mercados a término de acciones y de obligaciones, tomaron vuelo en Francia en el momento que se produjeron las grandes especulaciones bursátiles bajo el reinado de Luis XVI, al fin de las cuales este tipo de operaciones fueron prohibidas.

## Funcionamiento de las operaciones
Por medio de regulación :
- la entrega de bienes o activos de que se trate (mercancías, divisas, acciones, etc.) y la colección de la suma por el vendedor
- la recepción de estas mercancías y su pago por parte del comprador .

Si el operador pasa la operación inversa antes de la fecha límite, no hay entrega y recibe o simplemente pagar la diferencia de precio entre las dos operaciones.
A menudo, sobre todo en mercados organizados, el operador debe dejar algún tipo de depósito, en efectivo o en especie (bienes o valores) en el momento del contrato.
Ejemplo
Podemos estar de acuerdo en el precio de hoy, la cantidad y calidad de los productos que entregamos o podemos pagar más tarde (en 3 meses, etc., realizar operaciones en el "mercado de futuros  bienes); en el mercado de futuros de divisas, se puede comprar o vender futuros, divisas durante el día de hoy y por lo tanto disponer la entrega y liquidación en una fecha posterior: el especulador anticipa que el descenso del euro (ejemplo) decidió vender el euro en el largo plazo; si se produce la caída, esa persona puede simplemente comprar el día de su vencimiento, el euro a un precio menor (el precio spot) para la venta a precios más altos (la tasa accedió al realizar el contrato de futuros ).
En un mercado de futuros proporciona un claro reglamentos de las casas y los resultados que maduraron posiciones. Cuando la posición abierta de un altavoz se deprecia la cámara de compensación se puede llamar a los márgenes, es decir, pida a su interlocutor para cubrir parte de su pérdida virtual. Si el trabajador no cumple con el líquido llamada de margen despejar su posición.